# Goclenius (cráter)

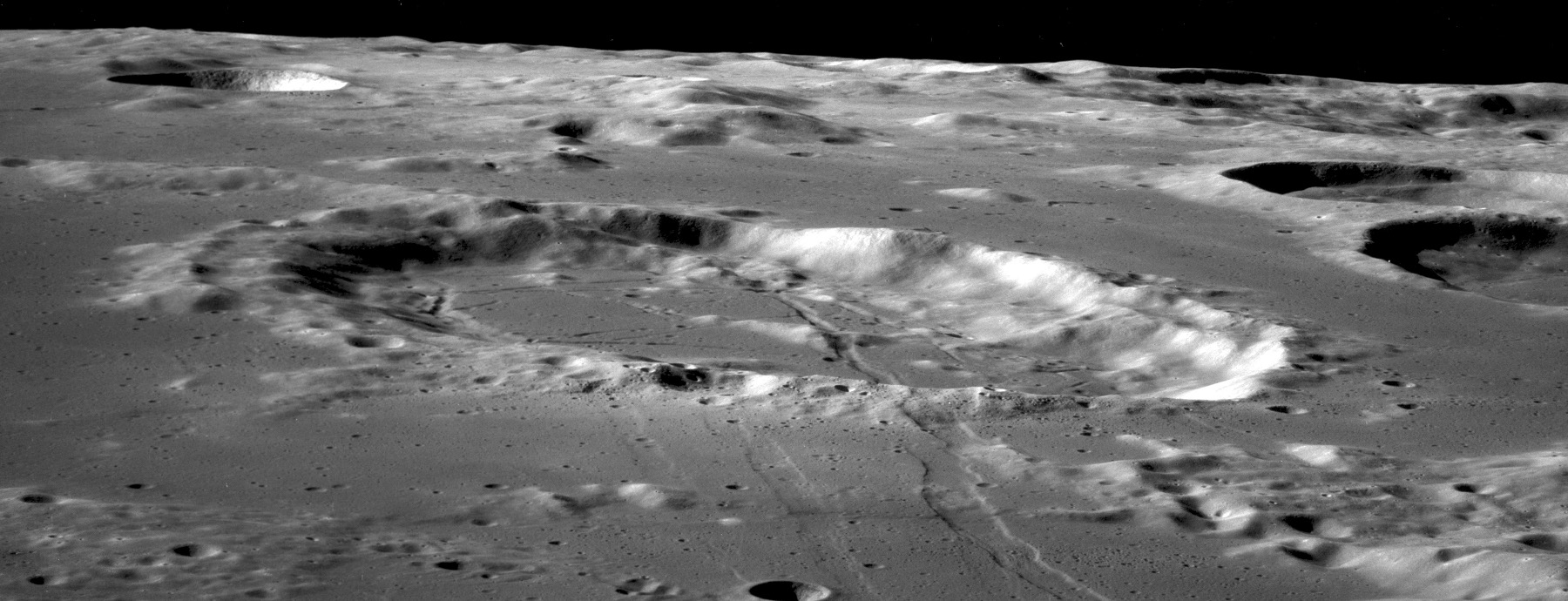
Fotografía de la misión Apolo 11

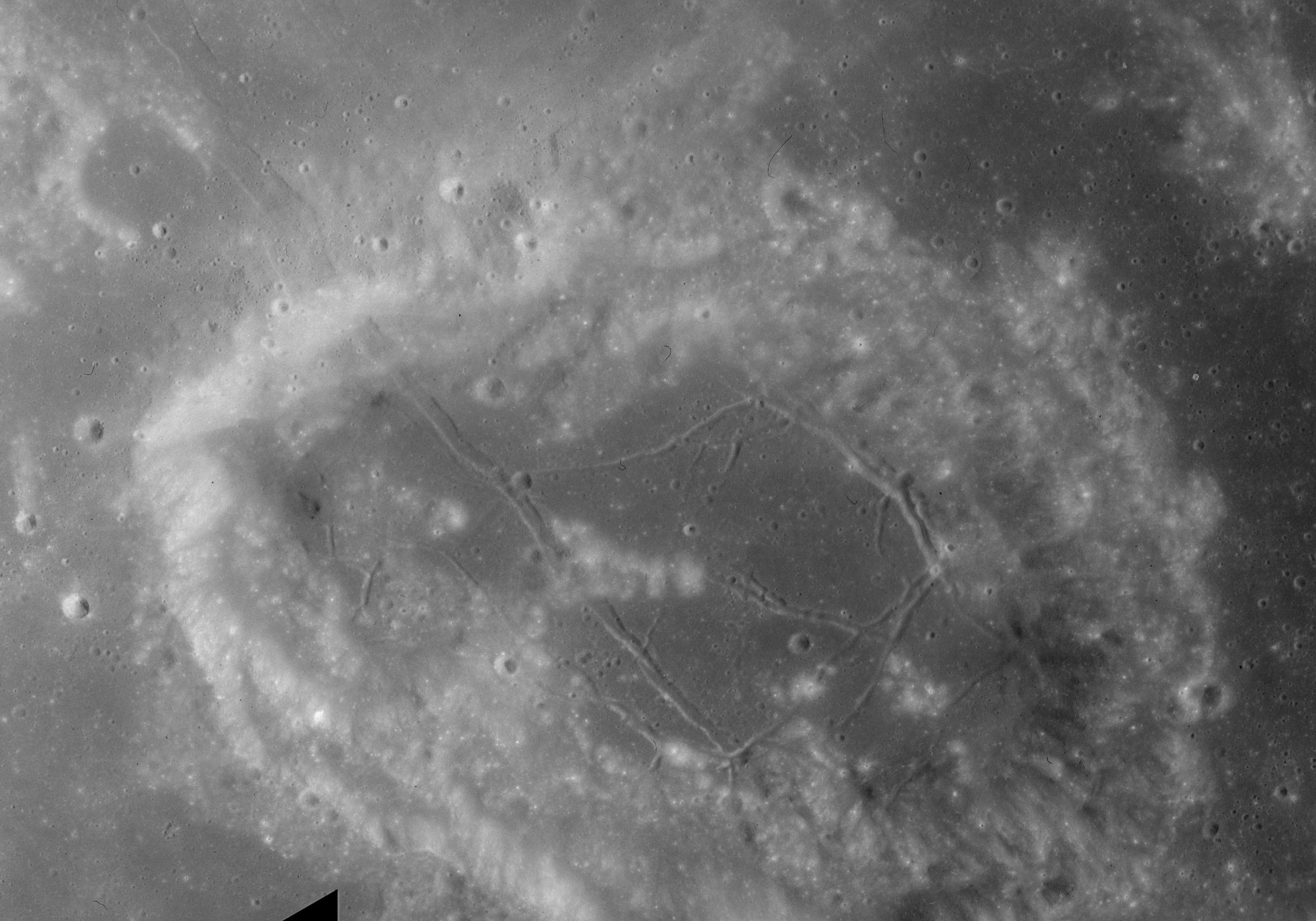
Fotografía de la misión Apolo 16

Goclenius es un cráter de impacto lunar que se encuentra cerca del borde oeste del Mare Fecunditatis. Se encuentra al sureste del cráter inundado de lava Gutenberg, y al norte de Magelhaens. Al noroeste aparece un sistema de rimae paralelas que siguen un curso con rumbo noroeste, alcanzando una distancia de hasta 240 kilómetros. Este elemento se denomina Rimae Goclenius.
El brocal de este cráter aparece desgastado, deformado e irregular, con un perfil aovado. El fondo del cráter está cubierto de lava, con una serie de crestas orientadas hacia el noroeste, en la misma dirección que los cañones del sistema Rimae Goclenius. Una cresta similar se halla en el suelo del cráter Gutenberg, siendo probable que ambos elementos se formaran al mismo tiempo, después de que se crearan los cráteres originales.
Una suave elevación se sitúa al noroeste del punto medio del cráter.

## Cráteres satélite
Por convención estos elementos son identificados en los mapas lunares poniendo la letra en el lado del punto medio del cráter que está más cerca de Goclenius.
|           | \| Goclenius \| Coordenadas \| Diámetro \| \| --------- \| --------------------------- \| -------- \| \| B \| 9°12′S 44°24′E / -9.2, 44.4 \| 7 km \| \| U \| 9°18′S 50°06′E / -9.3, 50.1 \| 22 km \| |          |
| Goclenius | Coordenadas | Diámetro |
| B         | 9°12′S 44°24′E / -9.2, 44.4 | 7 km     |
| U         | 9°18′S 50°06′E / -9.3, 50.1 | 22 km    |

El siguiente cráter ha sido renombrado por la UAI:
- Goclenius A: véase el cráter Ibn Battuta.